# تئودورا ۴۴۰
سیارک ۴۴۰ (به انگلیسی: 440 Theodora، نامگذاری:1898EC) چهارصد و چهلمین سیارک کشف شده‌است که در ۱۳ اکتبر ۱۸۹۸ کشف شد.
قدر مطلق سیارک برابر ۱۱٫۵۰ است.